# دير القديس جورج (وادي القلط)

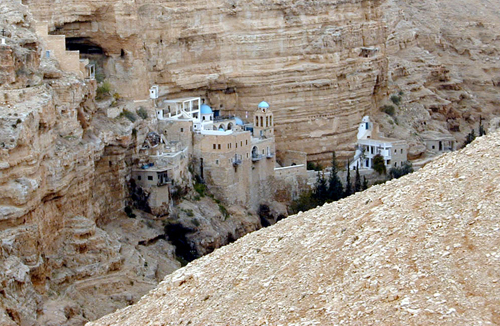
دير القديس جورج في وادي القلط

دير القديس جورج (بالإنجليزية: St. George Monastery)‏ أو دير القديسين جورج وجون يعقوب من شزيبة (بالإنجليزية: Monastery of Saints George and John Jacob of Choziba)‏هو دير يقع في وادي القلط في شرق الضفة الغربية، في المنطقة (ج) من أراضي السلطة الفلسطينية. بُني المجمع المعلق على المنحدر، بحسب التقديرات عام 500م. شمل المبنى في بدايته كنيسة محاطة بالحدائق. في أيامنا هذه يسكن الرهبان من الأرثوذكس اليونانيون الدير. يمكن الوصول إليه عن طريق جسر للمشاة يقطع وادي القلط، (والذي يعتقد الكثيرون أنه «وادي ظل الموت» للمزمور 23). يوازي الوادي الطريق الروماني القديم إلى أريحا، (متعارف على الطريق من قصة السامري الصالح ) (Luke 10:29-37).
الدير مفتوح للزوار.

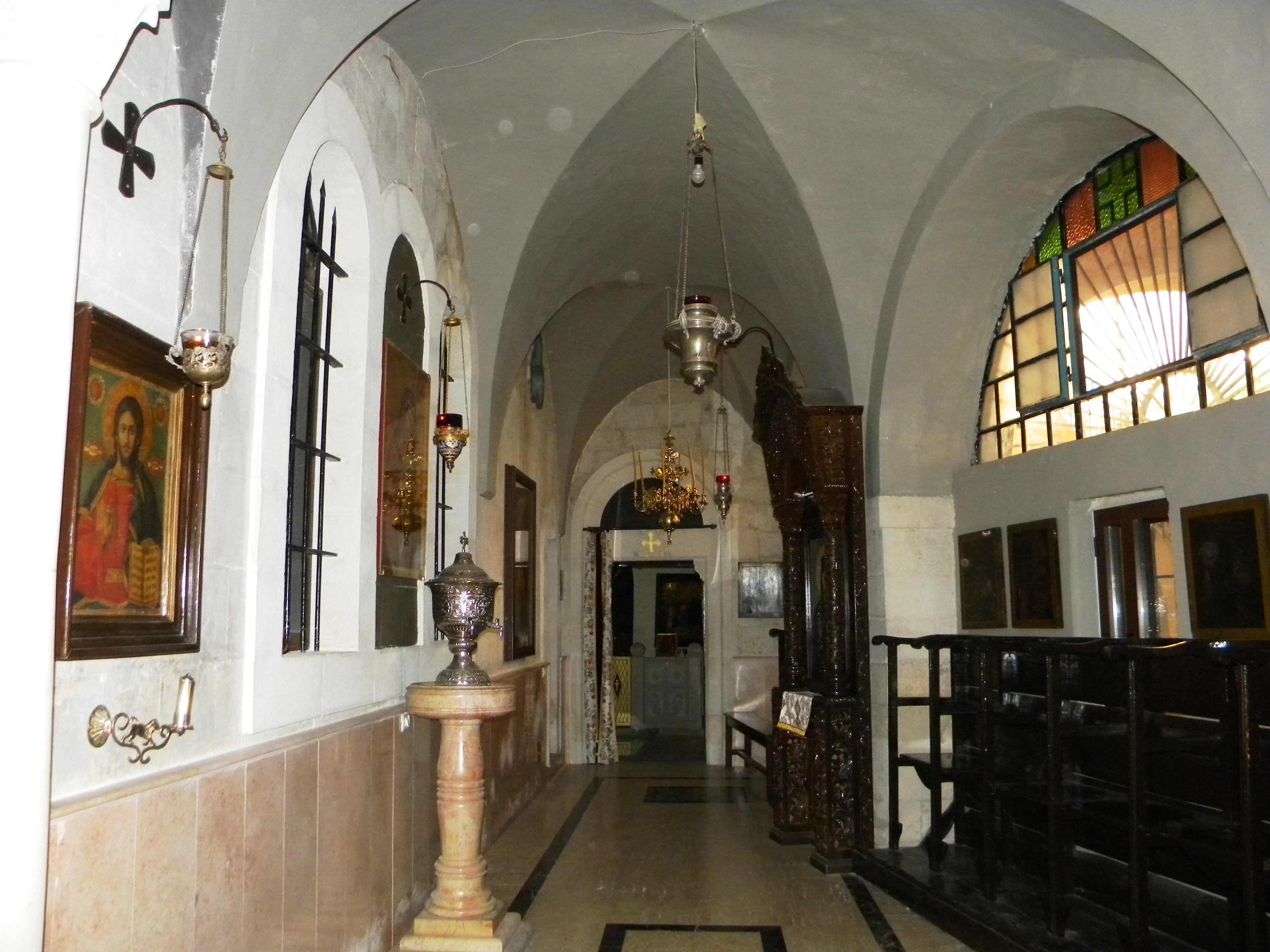
ممر أمام الكنيسة الرئيسية ، مما يؤدي إلى كنيسة اسس، جون وجورج

نشط الدير خلال الفترة البيزنطية، ودمره الفرس عام 614 م، وأُعيد بناؤه في القرن الثاني عشر خلال الفترة الصليبية، بعد هزيمة الصلبيين وطردهم من فلسطين هُجِر الدير ليعيد بناءه من جديد الرهبان اليونانيون في نهاية القرن التاسع عشر. يرتبط الموقع بحياة إيليا وحياة والدي مريم العذراء. يحافظ الدير على رفات ثلاثة من القديسين الأرثوذكس الشرقيين، مما يجعله موقعًا للحج المكثف.

## الزيارة
يمكن الوصول إليه من الطريق السريع 1 بين البحر الميت والقدس، عن طريق التوقف عند متسبيه يريحو واتباع علامات للدير، يوجد طريق مشي طويل لمدة 3 ساعات عبر الوادي وغيرها من المسارات أعلاه وعلى طول الوادي، أو بدلاً من ذلك موقف للسيارات عبر الوادي من نقطة مجاورة، من موقف السيارات، إنه ارتفاع قصير إلى حد ما، على بعد حوالي كيلومتر واحد، ولكنه شديد الانحدار إلى الدير، يصبح الجو حارًا جدًا في بعض الأحيان، وقد يكون المشي لمسافات طويلة في الحرارة أمرًا صعبًا للغاية بالنسبة لبعض الأشخاص، هناك شبان يركبون الحمير يمنحك ركوبًا إلى الدير، أو يمكنك الرجوع إلى موقف السيارات مقابل رسوم قابلة للتفاوض.
يمكن للمرء أيضاً أن يسير في وادي من أريحا عبر أنقاض قصور الشتاء الملكي الحسموني، يفتح الدير يوميًا باستثناء أيام الأحد وعطلات معينة، بين الساعة 9 صباحًا و1 ظهرًا، هناك قواعد صارمة لللباس، لا شورت للرجال، لا سراويل من أي نوع للنساء، يجب على النساء ارتداء تنورة طويلة، وقم متواضعة.

## التاريخ

### الفترة البيزنطية
بدأت الحياة الرهبانية في موقع دير القديس جورج في المستقبل حوالي عام 420، مع عدد قليل من الرهبان الذين طلبوا تجربة الصحراء من الأنبياء، واستقروا حول كهف حيث اعتقدوا أن إيليا تغذيها الغربان(1 Kings 17:5-6)، الرهبان الذين يعيشون في الكهوف في المنحدرات القريبة يجتمعون في الدير لتناول وجبة جماعية أسبوعية.
في الفترة ما بين 480 و520/530، تم إعادة تنظيم اللافرا كدير من قبل جون طيبة، المعروف أيضًا باسم القديس يوحنا شزيبة، الذي انتقل إلى سوريا فلسطين من مصر، في وقته كان مكرسا لأم الله.
أصبح الدير مركزًا روحيًا مهمًا في القرن السادس الميلادي في عهد القديس جورج شزيبة الي توفي سنة 620، تم تغيير اسم الدير في النهاية بعده، في هذا الوقت، احتوى الدير على الكنيسة الأصلية المخصصة للقديس ستيفن وكنيسة السيدة العذراء، تم تدمير الدير في عام 614 على يد الفرس، وتم التخلي عن هذا الدير تقريبًا بعد أن اجتاح الفرس الوادي وقتلوا الرهبان الأربعة عشر الذين سكنوا هناك.

### فترة المسلمين المبكرة
في كتابات القرن الثامن عشر، بدأ الدير بالاتصال بوالدي القديسة مريم والقديسين يهوهاقيم وآن.

### الفترة الصليبية
بعد تدمير 614 من قبل الفرس، أعيد بناء الدير خلال الفترة الصليبية، فقط للتخلي عنها مرة أخرى بعد هزيمة الصليبيين وطردهم من المنطقة.
قام مانويل كومنينوس ببعض الترميم في عام 1179، ووفقًا للنقوش، قام فريدريك الثاني بإجراء عمليات ترميم أخرى في عام 1234.

### الفترة الحديثة
تم إنشاء الدير في عام 1878، ومنذ ذلك الحين كان في رعاية الرهبان أو رئساء الدير الآتية أسمائهم:
- الأب كالينيكوس
- الأب أمفيلوتشيوس (مواليد 1913 ، توفي 1986)
- الأب أنطونيوس إيوسفيديس (توفي 1993)
- الأب جيرمانوس (جورجيوس تسيبوكتاكيس ؛ توفي 2001)
- الأب قسطنطينوس (رئيس الدير الحالي، اعتبارًا من عام 2018).

في عام 1878، استقر هنا راهب يوناني، كالنيكوس، واستعاد الدير، وانتهى به في عام 1901.

### القديس يوحنا (يعقوب) الروماني
راهب كاهن روماني، الأب إيوان (جون) ، من مواليد إيلي يعقوب في عام 1913 ، غادر سكيت الروماني على نهر الأردن الذي كان رئيسًا له منذ عام 1947 ، وانتقل عام 1952 إلى دير القديس جورج مع رفيقه وتلميذه، إيوانيتشي ترشيش، بعد الصيف، ارتد الاثنان إلى كهف سانت آن القريب، والذي لم يتركه الأب جون مرة أخرى، متأثرا بالمرض، توفي بعد سبع سنوات، في عام 1960، في عام 1992، أعلنت كنيسة الروم الأرثوذكس قديسًا، وفي عام 2015 تم الاعتراف به من قبل كنيسة الروم الأرثوذكس في القدس، تمت إضافة اسمه إلى الاسم الرسمي للدير ويتم عرض جسده في مقدمة الكنيسة الرئيسية للدير، بجوار آثار القديسين جون من طيبة وجورج الشوزيفيت، وهو معروف باسم القديس يوحنا (يعقوب) الجديد، الروماني، أو نيامتس.

## التقاليد الدينية والآثار
تشمل التقاليد المرتبطة بالدير زيارة قام بها إيليا في طريقه إلى شبه جزيرة سيناء، والقديس يواكيم، الذي كانت زوجته آن تعاني من العقم، تبكي هنا عندما أعلن له ملاك خبر فكرة ماري، بقايا من القديسين الثلاثة المرتبطة ارتباطا وثيقا شزيبة - جون طيبة، وجورج شوزوفيت ويوحنا الروماني - يتم الاحتفاظ بها في الكنيسة الرئيسية للدير.
تُحفظ اليوم عظام وجماجم الرهبان المستشهدرين الذين قتلوا على أيدي الفرس في عام 614 في كنيسة خارج جدران الدير.